# Йохан I (Олденбург)
Йохан I фон Олденбург (на немски: Johann I von Oldenburg; * ок. 1204; † ок. 1270) е от 1233 г. до смъртта си граф на Олденбург.

## Произход и управление
Той е големият син на граф Христиан II фон Олденбург († 1233) и съпругата му Агнес фон Алтена-Изенберг, дъщеря на граф Арнолд фон Алтена. Брат е на абат Ото фон Олденбург (1204 – 1285), който от 1270 г. е регент на Олденбург за децата му.
Йохан последва през 1233 г. баща си под опекунството на чичо си граф Ото I и от 1251 г. управлява сам. През 1244 г. той и чичо му Ото подаряват манастир Розентал в Менслаге.

## Фамилия
Йохан I се жени за Рихца фон Хоя, дъщеря на граф Хайнрих II. Те имат децата:
- Хайлвиг († 1299), ∞ граф Егберт I фон Бентхайм († 1307/1311)[1]
- Кристиан III (* ок. 1250; † 1285), граф на Олденбург, женен за Юта фон Бентхайм
- Мориц († 1319), свещеник във Вилдесхаузен
- Ото II († 1304), граф на Олденбург-Делменхорст, женен за Ода